# Miguel Gual
Miguel Gual Bauza (San Juan, 15 de diciembre de 1919 - San Juan, 3 de diciembre de 2010). Fue un ciclista español, profesional entre 1944 y 1956 cuyos mayores éxitos deportivos los obtuvo en la Vuelta a España, donde obtuvo 8 victorias de etapa.

## Palmarés
| 1945 - 3 etapas en la Vuelta a España - Vencedor de 4 etapas en la Volta a Cataluña - Circuito del Norte, más 2 etapas 1946 - 1 etapa en la Vuelta a España - Vencedor de 2 etapas en la Volta a Cataluña - Trofeo Masferrer 1947 - Vencedor de 3 etapas en la Volta a Cataluña - Trofeo Masferrer - G.P. Pascuas - Circuito de Guecho - 3.º en el Campeonato de España de Montaña 1948 - Vencedor de una etapa en la Volta a Cataluña - 4 etapas de la Vuelta a España - 3.º en el Campeonato de España de Montaña | 1949 - Clásica de los Puertos 1950 - Vuelta a Asturias más 3 etapas. 1952 - 1 etapa del G. P. Ayuntamiento de Bilbao - Gran Premio de Madrid (Bodas de Oro del Real Madrid C. F.) 1955 - Vencedor de una etapa en la Volta a Cataluña - Campeón de España por Regiones 1956 - Vencedor de una etapa de la Vuelta a Asturias |